# Marilin Kongo
Marilin Kongo es una cantante estonia. Se introdujo en la música a través del baile, que practica desde los cinco años. Además de bailar y cantar tiene multitud de proyectos musicales.
Representó a Estonia en el Festival de la Canción de Eurovisión 2009 junto al grupo Urban Symphony. Interpretó la canción Rändajad. El Festival de la Canción de Eurovisión fue celebrado en Moscú, Rusia, entre el 12 y el 16 de mayo de 2009. Por primera vez desde que se impusieran las semifinales, Estonia pasó a la final quedando en el 6° lugar.